# Álex Abrines
Alejandro „Álex“ Abrines Redondo (* 1. August 1993 in Palma) ist ein ehemaliger spanischer Basketballspieler.

## Karriere
Álex Abrines spielte bis zu seinem 17. Lebensjahr, von den großen spanischen Klubs unbemerkt, für den kleinen Verein seiner Heimatstadt AEB La Salle Palma. Im September 2010 verpflichtete Unicaja Málaga den talentierten Nachwuchsmann und setzte ihn in der Zweitmannschaft Clínicas Rincón Axarquía in der LEB Oro ein. In der Saison 2010/11 brachte er es in 30 Spielen auf durchschnittlich 5,3 Punkte und 1,8 Rebounds. Dennoch wurde er im Folgejahr Teil der ersten Mannschaft des Klubs, feierte am 9. Oktober 2011 in einem Spiel gegen CB Gran Canaria sein Debüt in der Liga ACB und lief am 9. November gegen KK Zagreb auch erstmals in der EuroLeague auf. 
Zu Beginn der Spielzeit kam Abrines nur sporadisch zum Einsatz, doch ab Ende Februar 2012 spielte er sich in die Stammmannschaft und überzeugte trotz seines jugendlichen Alters mit starken Leistungen. Im März 2012 gelangen ihm in einer Ligabegegnung gegen ASEFA Estudiantes 31 Punkte, ein Rekord für einen Spieler seines Alters. Insgesamt brachte er es in der Saison 2011/12 auf 18 Einsätze in der ersten Mannschaft. 
Im Sommer 2012 wechselte er zum FC Barcelona, wo Abrines einen Vierjahresvertrag unterzeichnete. Nachdem er in der Hauptrunde der ACB-Saison 2015/16 in 27 Einsätzen im Schnitt 9,9 Punkte je Begegnung erzielt hatte, wurde er im Juli 2016 von der NBA-Mannschaft Oklahoma City Thunder verpflichtet.
In der NBA blieb Abrines drei Jahre lang und kam in 185 Spielen zum Einsatz. Seine besten statistischen Punktwerte erzielte er in der Saison 2016/17 mit 6 pro Begegnung. In der Sommerpause 2019 kehrte er zum FC Barcelona zurück. Abrines beendete seine Spielerlaufbahn im Juli 2025. Für den FC Barcelona bestritt er insgesamt 660 Pflichtspiele, davon 339 in der Liga ACB und 267 in der EuroLeague.

### Nationalmannschaft
Álex Abrines wurde zur U18-Europameisterschaft 2011 in Breslau erstmals in die spanische Nationalmannschaft berufen. Die Iberer holten die Goldmedaille und er selbst wurde für seine herausragenden individuellen Leistungen als MVP des Turniers geehrt. Bei der U20-Europameisterschaft 2012 erreichte er mit seiner Mannschaft die Bronzemedaille. Für die A-Nationalmannschaft kam er bei der in Spanien ausgetragenen Weltmeisterschaft 2014 zum Einsatz. Er wurde in 63 Länderspielen eingesetzt.

## Erfolge und Auszeichnungen

### Erfolge
FC Barcelona
- Spanische Meisterschaft: 2013/14, 2020/21, 2022/23
- Spanischer Pokal: 2012/13, 2020/21, 2021/22
- Spanischer Supercup: 2015

Nationalmannschaft
- Europameisterschaft 2017: Bronze
- Olympische Spiele 2016: Bronze
- U20-Europameisterschaft 2012: Bronze
- U18-Europameisterschaft 2011: Gold

### Auszeichnungen
- Teilnahme an der NBA Rising Stars Challenge: 2017
- EuroLeague Rising Star Trophy: 2015/16
- MVP und All-Tournament Team der U18-Europameisterschaft 2011
- Wertvollster Spieler der spanischen U18-Meisterschaft 2010/11

## Persönliches
Álex Abrines ist der Sohn des ehemaligen spanischen Basketballprofis Gabriel Abrines Martí.